# UCI Oceania Tour 2012
L'UCI Oceania Tour 2012 fu l'ottava edizione dell'UCI Oceania Tour, uno dei cinque circuiti continentali di ciclismo dell'Unione Ciclistica Internazionale. Era composto da quattro corse che si svolsero tra ottobre 2011 e marzo 2012 in Australia e Nuova Zelanda.

## Calendario

### Ottobre 2011
| Data  | Prova           | Cat. | Vincitore   | Squadra                 |
| ----- | --------------- | ---- | ----------- | ----------------------- |
| 12-16 | Herald Sun Tour | 2.1  | Nathan Haas | Genesys Wealth Advisers |

### Gennaio
| Data  | Prova                     | Cat. | Vincitore    | Squadra        |
| ----- | ------------------------- | ---- | ------------ | -------------- |
| 25-29 | New Zealand Cycle Classic | 2.2  | Jay McCarthy | Team Jayco-AIS |

### Marzo
| Data | Prova                             | Cat. | Vincitore  | Squadra       |
| ---- | --------------------------------- | ---- | ---------- | ------------- |
| 16   | Campionati oceaniani - Cronometro | CC   | Sam Horgan | Nuova Zelanda |
| 18   | Campionati oceaniani - In linea   | CC   | Paul Odlin | Nuova Zelanda |

## Classifiche
Risultati finali.
| Pos. | Corridore             | Squadra       | Punti |
| ---- | --------------------- | ------------- | ----- |
| 1    | Paul Odlin            | Subway        | 122   |
| 2    | Nick Aitken           | Jayco-AIS     | 78    |
| 3    | Jay McCarthy          | Jayco-AIS     | 57    |
| 4    | Rhys Pollock          | Drapac        | 56    |
| 5    | Michael Vink          | Mico-Protrain | 55    |
| 6    | Mark O'Brien          | Budget Fork.  | 50    |
| 7    | R. Janse van Rensburg | MTN Qhub.     | 46    |
| 8    | Samuel Horgan         | Subway        | 45    |
| 9    | Darren Lapthorne      | Drapac        | 43    |
| 10   | Steele Von Hoff       | Chipotle      | 33    |

| Pos. | Squadra                 | Punti |
| ---- | ----------------------- | ----- |
| 1    | Team Jayco-AIS          | 188   |
| 2    | Subway Cycling Team     | 172   |
| 3    | Drapac Cycling          | 140   |
| 4    | Team Budget Forklifts   | 92    |
| 5    | Genesys Wealth Advisers | 56    |
| 6    | MTN Qhubeka             | 46    |
| 7    | Bissell Pro Cycling     | 40    |
| 8    | Argos-Shimano           | 40    |
| 9    | Chipotle-First Solar    | 33    |
| 10   | Champion System         | 22    |

| Pos. | Nazione       | Punti   |
| ---- | ------------- | ------- |
| 1    | Australia     | 1445,13 |
| 2    | Nuova Zelanda | 639     |